# زیبای سیاه (فیلم ۱۹۲۱)
زیبای سیاه (انگلیسی: Black Beauty) فیلمی در ژانر درام به کارگردانی دیوید اسمیت است که در سال ۱۹۲۱ منتشر شد. از بازیگران آن می‌توان به جین پیج، جان استپلینگ، جرج سی. پیرس و کلیر آدامز اشاره کرد.